# لزلی اشتال
لزلی شتال (انگلیسی: Lesley Stahl؛ زادهٔ ۱۶ دسامبر ۱۹۴۱) روزنامه‌نگار اهل ایالات متحده آمریکا است. وی از سال ۱۹۷۲ میلادی تاکنون مشغول فعالیت بوده‌است.